# Escuela de carabineros (película)
Escuela de carabineros (en italiano: I due carabinieri) es una película italiana de 1984 del género comedia dirigida por Carlo Verdone y protagonizada por el propio Verdone, Enrico Montesano, Massimo Boldi y Paola Onofri.

## Reparto
- Enrico Montesano: Glauco Sperandio
- Carlo Verdone: Marino Spada
- Massimo Boldi: Adalberto Occhipinti
- Paola Onofri: Rita
- John Steiner: el trastornado
- Guido Celano: tío Renato
- Anna Maria Torniai: tía Ernestina
- Claudia Poggiani: Alba
- Marisa Solinas: Nora
- Andrea Aureli: Mariscal Porfiri
- Pino Patti: detenido en el hospital
- Loris Bazzocchi: controlador de tren
- Tony Brennero: apuntado Esposito
- Gianni Franco: Carabinero
- Alvaro Gradella: Teniente
- Eolo Capritti: portero del hotel de Turín
- Antonio Vezza: Coronel Doctor

## Actores de doblaje españoles
?

## Banda sonora
El tema musical utilizado en los créditos iniciales fue luego reanudado en la película El teniente de los carabineros de Maurizio Ponzi (1986), en la que Montesano es el protagonista, de nuevo junto a Boldi. La película también presenta la canción Vorrei cantar del Stadio.